# Jermak Timofejevitj
Jermak Timofejevitj (ryska: Ерма́к Тимофе́евич, ofta bara Jermak), död 1584, var en rysk upptäcktsresande, nationalhjälte och ataman (hetman, alltså ledare) för kosackerna, som erövrade Sibirien åt tsar Ivan den förskräcklige.
Jermak var ursprungligen hövding för de donkosackerna. För att undgå straff för begångna våldsamheter tog han 1579 anställning hos den ryska köpmannafamiljen Stroganov, som från Sibiriens gräns förmedlade handel mellan detta land och Ryssland, redan hade börjat bearbeta Uralbergens gruvor och 1574 av tsar Ivan bemyndigats att med vapenmakt kolonisera angränsande delar av Asien.
I spetsen för en skara äventyrare framträngde Jermak sålunda på flera härtåg allt längre in i Sibirien, tills han 1581, efter en avgörande drabbning vid Irtysj, erövrade khanen Kutjums huvudstad Sibir och lade det vidsträckta sibirkhanatet under tsarens välde. För att befästa denna erövring företog han därefter nya tåg, men överraskades 1584 vid Irtysjfloden av fienden och drunknade på flykten undan honom.

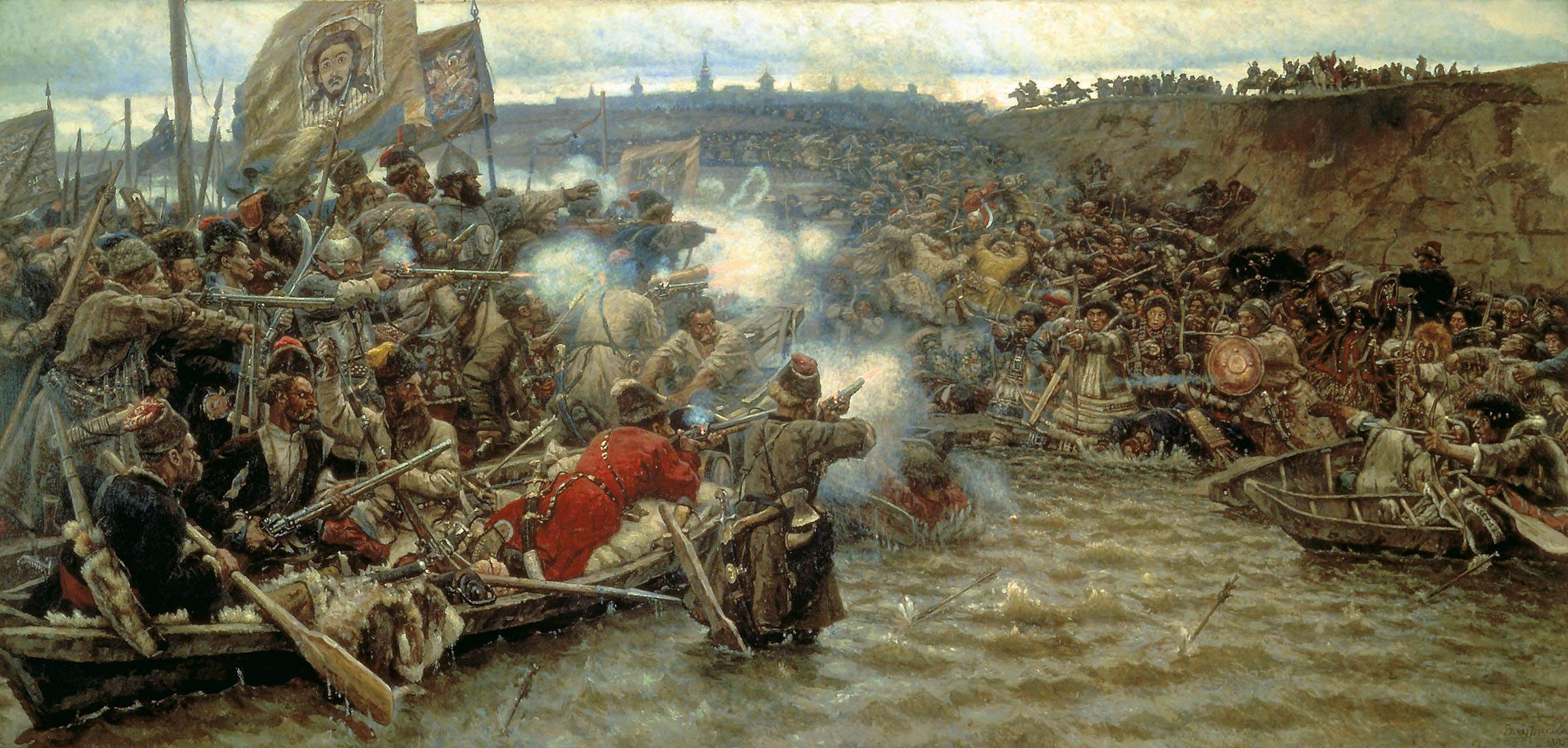
Sibiriens erövring av Jermak, målning av Vasilij Surikov

## Eftermäle
Asteroiden 4681 Ermak är uppkallad efter Jermak Timofejevitj.